# Arnold Deppé
Arnold Deppé, né à Bruxelles, le 15 décembre 1907 et mort à une date inconnue, est un ingénieur du son et un résistant belge lors de la Seconde Guerre mondiale. De 1929 à 1939, il vit à Saint-Jean-de-Luz où il travaille pour la Gaumont. Mobilisé en 1939, il prend part à la campagne des dix-huit jours mais ne parvient pas à rejoindre Dunkerque, il est fait prisonnier à Saint-Omer dont il défend le pont en juin 1940. Fin juillet 1940 il s'évade d'un camp de prisonnier à Essen et revient en Belgique via les Pays-Bas. Il prend alors part aux tout premiers réseaux de résistance dont celui de Martiny-Daumerie. En avril 1941, avec son cousin Henri Debliqui qui lui a fait rencontrer Andrée De Jongh, ils jettent les bases de la filière d'évasion « DDD » qui deviendra « DD » à la suite de l'arrestation d'Henri Debliqui puis le Réseau Comète. En juin 1941, il établit la filière depuis Bruxelles jusqu'aux Pyrénées et noue des contacts avec la famille De Greef et des passeurs basques pour en assurer le franchissement. Il reprend la ligne en juillet 1941, cette fois accompagné par Andrée De Jongh puis en août 1941 pour sa troisième traversée. Le groupe était infiltré par un traitre dès l'origine, Victor Demets. Andrée De Jongh parvient à rejoindre l'Espagne mais Arnold Deppé et le sous-groupe dont il avait la charge sont arrêtés dans le train qui les conduit à Lille. Arnold Deppé connait alors plusieurs prisons ainsi que la torture, mais il ne parle pas. Jugé, il est condamné à mort en novembre 1941 et est déporté en mai 1942. Il connait les camps de Rheinbach, Natzweiler-Struthof et finalement Dachau, en septembre 1944, d'où il est libéré par les américains en avril 1945. De retour en Belgique, il est engagé par la Sûreté de l'État.

## Éléments biographiques
Arnold Deppé est né à Bruxelles, le 15 décembre 1907, son père, Edmond Deppé est fonctionnaire d'état au sein du Ministère des finances, il avait épousé Lucie Baert, en 1896. Après sa scolarité à Bruxelles, Arnold Deppé entreprend des études pour devenir ingénieur du son qu'il termine en 1927. En 1927-1928, il accomplit son service militaire à Arlon au 10e régiment de ligne. Il travaille un temps comme radio-technicien pour l'Institut Montefiore à Liège. De 1929 à 1939, Arnold Deppé s'installe à Saint-Jean-de-Luz où il travaille pour la Gaumont comme responsable de la maintenance des cinémas pour la région du Sud-Ouest de la France (Bordeaux, Toulouse, Pyrénées). Mobilisé en septembre 1939, Arnold Deppé est alors de retour en Belgique et enrôlé à la 7e compagnie du 6e régiment de Chasseurs ardennais,,.

### Campagne de mai 1940, évasion et résistance
Arnold Deppé prend part à la campagne des dix-huit jours. Il est tout d'abord caserné à proximité du fort de Cognelée pour assurer la défense de Namur. Sa compagnie essuie un bombardement à Temploux, engage le combat à Jemeppe-sur-Sambre, à Audenarde et à Deinze. Lors de la capitulation belge. Les troupes se replient sur Dunkerque. Arnold Deppé et ses camarades assurent la défense d'un pont à Saint-Omer pour permettre le repli d'un maximum de soldats vers Dunkerque puis l'Angleterre. Rattrapé par l'avancée allemande, il y est fait prisonnier, le 6 juin 1940. Il est ensuite transféré dans un camp de prisonniers de guerre en Allemagne près d'Essen. À la fin du mois de juillet 1940, Arnold Deppé s'évade et suis le cours du Rhin jusqu'aux Pays-Bas, franchit la Meuse à la nage et regagne Bruxelles via Venlo, Eindhoven, Hamont et Anvers. Il arrive à destination début août 1940. Arnold Deppé s'investit alors pleinement dans la résistance intérieure belge et notamment dans le réseau Martiny-Daumerie ou encore dans la presse clandestine pour la Libre Belgique - Peter Pan. À son retour à Bruxelles, Arnold Deppé s'installe chez son cousin germain, Henri Debliqui, lui-même résistant au sein de l'organisation Portemine du Service de renseignement Zéro et employé communal. Ils résident au 25 de la rue de Bosnie à Saint-Gilles,.
De nombreux soldats des Forces armées britanniques ont également été piégés par l'avancée allemande. S'ils ont échappé à leur capture, ils se terrent, ici où là, chez des habitants qui risquent gros à les héberger. Il n'est pas aisé de les nourrir, vu le rationnement mis en place par l'occupant. Par ailleurs, de plus en plus d'équipages britanniques dont l'avion a été abattus au dessus du territoire belge viennent en grossir les rangs. Il devient plus que nécessaire d'organiser des filières d'exfiltration pour permettre à ces aviateurs alliés mais également à ceux qui souhaitent rejoindre les Forces belges libres de pouvoir rallier l'Angleterre et soutenir l'effort de guerre allié,.

### La Comet line
Henri Debliqui, par son activité dans la résistance, a rencontré une jeune fille, Andrée De Jongh, « Dédée » dans la résistance, animée par les mêmes constats et la même énergie à vouloir faire quelque chose. Il la présente à Arnold Deppé début 1941. Le 8 avril 1941, ils sont tous trois réunis pour une réunion clandestine. Ils décident de mettre en place une filière d'évasion passant non pas par la Manche, le Mur de l'Atlantique est bien trop gardé, mais en traversant la France occupée depuis Bruxelles jusqu'en Espagne en franchissant les Pyrénées. Arnold Deppé connait bien la région pour y avoir travaillé dix ans, il y a gardé de nombreux contacts. La ligne naissante est baptisée "DDD" pour Deppé-Debliqui-De Jongh.
Le lendemain, 9 avril 1941, Henri Debliqui, dénoncé par un traitre infiltré, Prosper Dezitter, est arrêté de même qu'Arnold Deppé, logeant chez lui, qui est longuement interrogé par la Gestapo, mais ce dernier, faute de preuve, est relâché. Henri Debliqui aura moins de chance. Il sera déporté et fusillé à la prison de Tegel à Reinickendorf, au nord-est de Berlin. Arnold Deppé décide alors de se faire un temps discret et part quelques semaines dans la région de Brest.
Vers la fin avril 1941, Arnold Deppé rencontre à nouveau Andrée De Jongh sur le Parvis de Saint-Gilles. Henri Debliqui a été arrêté mais l'initiative ne doit pas en rester là, la filière s'appellera "DD" mais filière, il y aura. C'est dans cette optique qu'une première traversée est prévue pour le mois de juin. Arnold Deppé rencontre à la Société générale de Belgique où il est cadre, Jean Apper, ex-officier de l'armée belge ayant des contacts avec Londres, qui lui parle d'une famille belge, les Degreef, installés à Anglet, dans le sud de la France et qui est d'accord de servir de point de chute pour la ligne d'évasion. Résolu à s'y rendre, Arnold Deppé se présentera en disant « Gogo est mort », ils connaitront dès lors l'objet de sa visite,,,,,.

#### Première traversée

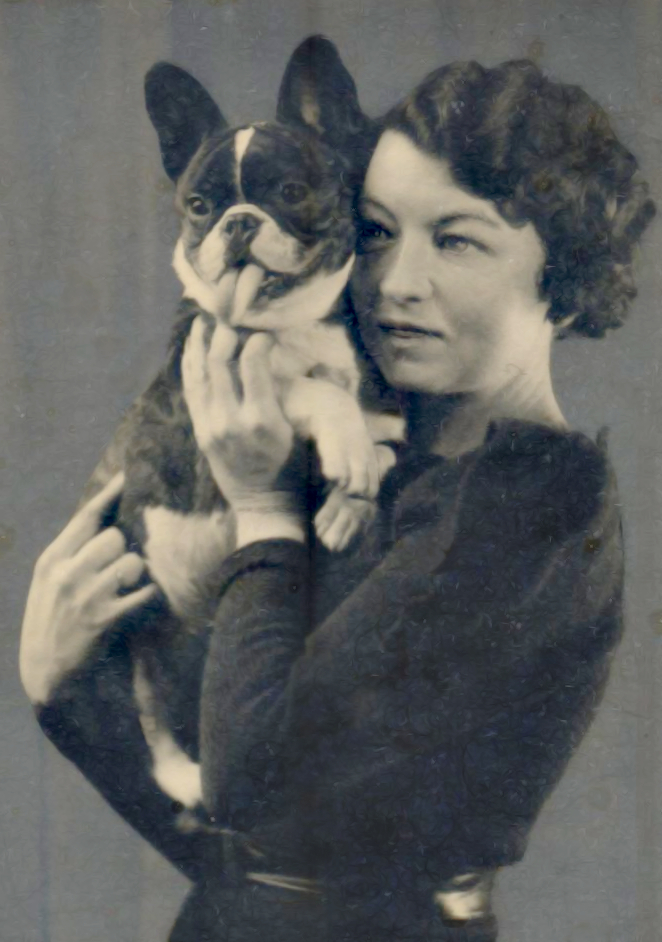
Elvire De Greef et son chien Gogo vers 1940.

Le 4 juin 1941, Andrée De Jongh prend en charge deux français évadés d'un camp de prisonniers de guerre, Charles Morelle, de Valenciennes et Henri Bridier, du Puy-de-Dôme. Elle les conduit chez Georges et Elsie Maréchal au 162 de l'Avenue Voltaire qui sert de safe house. Ils y sont hébergés. De son côté, Arnold Deppé est bien décidé à tenter une première traversée. Ces deux candidats à l'exfiltration pourraient l'accompagner, Arnold poursuivrait alors sa route vers les Pyrénées. Le 9 juin 1941, Andrée De Jongh apporte aux deux français les faux papiers réalisés par son père, Frédéric De Jongh, grâce à ses contacts,.
Le matin du 11 juin 1941, Georges Maréchal les emmène à la Gare du Midi et les remet à Arnold Deppé, qui les prend à son tour en charge pour la poursuite de leur périple,.
Arnold Deppé franchit avec succès la frontière belge, désormais, c'est une seule administration qui gère la Belgique et le Nord de la France. Le passage est donc plus délicat pour franchir la Somme, ce qu'il fait aux environs de Corbie. Il y rencontre une paysanne qui habite une ferme sur la rive gauche. Elle mettra à disposition sa barque qui sera dissimulée non loin. Il est désormais en France occupée. Il rallie Paris où une tante, Madame Pybus, peut l'héberger, puis, Bayonne en train et enfin, Anglet et la Villa Voisin où il s'adresse à la jeune Janine De Greef, 15 ans, en lui disant le code convenu « Gogo est mort », la jeune fille ne comprends pas pourquoi un inconnu lui parle du chien de la famille, mort récemment, il est vrai. Le quiproquo est rapidement levé à l'arrivée d'Elvire De Greef, la maman, qui sera, durant toute la guerre, la cheville ouvrière du réseau Sud sous le nom de Tante Go, toujours en référence à ce chien. Arnold Deppé s'établit un temps chez eux, il renoue ses contacts avec des personnes ayant fui l'Espagne franquiste qui le mettent en contact, à leur tour, avec des passeurs basques, par ailleurs habiles contrebandiers, connaissant ce coin des Pyrénées comme leur poche. La filière est née, Arnold Deppé peut remonter sur Bruxelles,,,.
Le mari de Tante Go Fernand De Greef parle couramment allemand. Il se lie d'amitié avec le maire d'Anglet qui se tourne vers lui lorsqu'il doit communiquer avec l'occupant. Fernand devient ainsi l'interlocuteur privilégié des Allemands pour tout ce qui concerne la région. Cette couverture idéale lui permet également de se procurer des documents et des tampons pour pouvoir réaliser des laissez-passer, des pièces d'identité. De la même manière, Tante Go est connue pour se livrer au marché noir et elle en fait profiter nombre d'Allemands qui ne s'inquiètent dès lors plus de ses allées et venues.

#### Deuxième traversée

Itinéraires employés par la ligne Comète pour franchir les Pyrénées.

La deuxième traversée, et la première pour Andrée De Jongh, se déroule le 15 juillet 1941. Andrée De Jongh, Arnold Deppé et les onze candidats à l'exfiltration, tous belges, ont rendez-vous à la gare du Midi à Bruxelles. L'opération a été financée à leur frais et à ceux d'amis sympathisants. La première étape est Lille. À la frontière franco-belge, l'ensemble des passagers doivent débarquer pour être interrogés par la douane française sous la surveillance de Feldgendarmes. Tout se passe bien. En attendant leur correspondance à Lille, les fugitifs se rendent, par petits groupes dans un café dans le quartier de la gare de Lille, Arnold Deppé en profite pour montrer à Andrée De Jongh différents points de chute possibles à Lille. Le groupe monte ensuite dans le train pour Amiens mais il descendra peu avant, à Corbie. Ils ont rendez-vous au café Baroux. La patronne prévient le passeur qui doit les conduire, après une heure de marche, sur la rive droite de la Somme. La barque qui devait être dissimulée non loin n'est pas là. Certaines personnes dans le groupe ne savent pas nager. Arnold Deppé part alors à la recherche d'une solution alternative, il revient vers deux heures du matin avec une corde et une chambre à air. Le filin est tendu entre les deux rives et les traversées peuvent débuter, le groupe arrive à Hamelet chez « Nénette » qui les attend vers 4 heures du matin. Après une soupe et une courte nuit de sommeil à même le sol, le groupe rallie Bayonne où Arnold Deppé contacte « Tante Go » pour l'informer de leur prochaine arrivée à Anglet. Les passeurs sont contactés, ils franchiront les Pyrénées le lendemain, Arnold Deppé et les passeurs les accompagneront jusqu'à la frontière Espagnole. Ensuite, ils leur donneront l'itinéraire à suivre pour atteindre le consulat britannique à Bilbao. Arnold Deppé rejoindra ensuite Andrée De Jongh à Bayonne d'où ils repartiront pour Bruxelles.
Le bilan de cette traversée sera mitigé, deux personnes renoncent à traverser les Pyrénées et rentrent à Bruxelles avec Arnold Deppé et Andrée De Jongh, la plupart des fugitifs sont arrêtés par la Guardia civil et remis aux allemands ou transférés au camp de Miranda. Le constat est amer, il faudra désormais veiller à les acheminer jusqu'en lieu sûr : le consulat britannique à Bilbao.

#### Troisième traversée

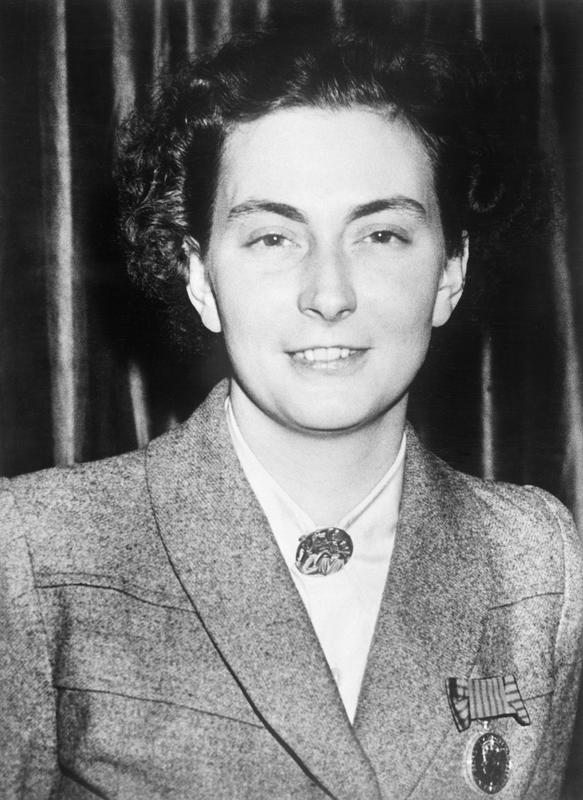
Andrée De Jongh, Dédée portant la Médaille de George en 1946.

Une nouvelle expédition est planifiée sur la « Ligne DD » en août 1941. Huit Belges et trois militaires britanniques sont en partance pour l'Espagne. Le groupe est scindé en deux. Arnold Deppé qui ne parle pas anglais s'occupera des Belges tandis qu'Andrée accompagnera les trois aviateurs. Andrée ne souhaite pas passer par Lille parce que le passage de la frontière est trop risqué avec des personnes ne parlant pas français. Arnold Deppé, quant à lui, prendra le train de Lille tandis qu'Andrée prendra celui de Mons, Quiévrain pour franchir ensuite la frontière à pied. Ensuite, ils prendront un tram jusqu'à Valenciennes où ils prendront un train pour Corbie où les deux groupes doivent se rejoindre. La veille du départ, deux des trois Britanniques sont arrêtés chez leur logeuse. En remplacement, Andrée De Jongh prend en charge deux personnes du groupe d'Arnold qui ne compte plus désormais que six officiers belges,.
Lorsqu'Arnold arrive à la gare du Midi et qu'il rejoint son groupe, il est accosté par Victor Demets en qui il a toute confiance. C'est en réalité un traître qu'Arnold Deppé avait rencontré dans le cadre de son autre activité de résistance : la publication clandestine de la Libre Belgique - Peter Pan que l'agent-double avait également infiltrée. Dès ce moment, le groupe est dans le collimateur de la Gestapo. Durant le trajet en train, Arnold Deppé se rend compte qu'il est pris en filature. Le passage de la frontière se déroule pourtant sans encombre. Arrivés à Lille, Arnold dirige son groupe vers le Café de Brabant, tandis que lui tente de semer ses poursuivants. C'est à ce moment qu'il est appréhendé par la Gestapo et jeté dans un véhicule. Ses protégés du Café du Brabant connaissent le même sort,.
Ignorant tout du sort d'Arnold, Andrée De Jongh poursuit sa route et atteint Corbie. La barque est bien là cette fois mais Arnold Deppé qui devrait être arrivé depuis bien longtemps maintenant, n'y est pas. Que s'est-il passé ? Elle confie ses "colis" à « Nénette » et remonte dans un train pour Lille où elle interroge les tenanciers des différents cafés qu'Arnold lui avait montré sauf, par omission, le café de Brabant où l'attendait la Gestapo. Elle se rend à Valenciennes chez Charles Morelle qui avait bénéficié du premier trajet effectué par Arnold Deppé en juin. Andrée De Jongh lui demande de se rendre à Bruxelles pour tenter d'apprendre ce qu'il était arrivé à Arnold Deppé. Elle repart ensuite récupérer son groupe et poursuivre sa route vers Anglet et rencontrer Elvire De Greef qui n'a pas de bonnes nouvelles non plus concernant le groupe précédent,,.
Lors de ce voyage, Andrée De Jongh, « Dédée », parviendra à Bilbao et établira, non sans peine, la liaison avec le MI9 et son agent, Michael Creswell (en), la « Comet line » était née.

### Arrestation, jugement et déportation
Les Allemands pensait tenir également Andrée De Jongh. Victor Demets l'avait vue monter dans le même train qu'Arnold Deppé mais ce qu'il n'avait pas vu, c'est qu'elle en était redescendue pour prendre le sien vers Quiévrain un quart d'heure plus tard. Mais Andrée ne peut plus reparaître en Belgique, la Gestapo a son signalement et ses parents ont été interrogés. La pression est donc maximale pour faire parler Arnold Deppé qui est torturé pour qu'il livre les rouages de ce réseau naissant. Il ne parlera pas,.
Arrêté le 19 août 1941, il est tout d'abord incarcéré à la prison de Loos, près de Lille et puis, le 3 septembre 1941, il est transféré à la Prison de Saint-Gilles à Bruxelles en attente de son jugement qui intervient le 6 octobre 1941, il est condamné à mort par l'OFK672. Le 7 novembre 1941, Alexander von Falkenhausen, ne ratifie cependant pas la peine de mort jugée trop sévère et préfère renvoyer devant la cour martiale qui condamne finalement Arnold Deppé à douze années d'emprisonnement en raison du fait que, selon ses juges, sa motivation n'était que mercantile et non patriotique.
Il est déporté en Allemagne, tout d'abord à la prison de Cologne, en mars 1942 et à la forteresse de Rheinbach, le 25 mai 1942. Nouveau transfert, le 7 juillet 1942 pour le camp de concentration de Natzweiler-Struthof où ses connaissances en électricité lui permettent d'être affecté à un kommando de maintenance. Il y reste deux ans et est transféré à Mauthausen, le 10 juin 1944. Enfin, le 22 septembre 1944 il est déporté à Dachau dont il sera libéré par les Américains, le 29 avril 1945,,.

### Après la guerre
Après la guerre, Arnold Deppé est recruté par la Sûreté de l'État et intègre, le 25 juin 1945 la Belgian Field Security Section (compagnie de repérage et d'écoute radio). Il est démobilisé le 6 décembre 1945 et reçoit le grade de sous-lieutenant ARA à dater du 12 juillet 1941.
Le procès de son délateur, Victor Demets, devait se dérouler le 7 février 1951 mais l'accusé fait défaut et plusieurs médecins de la prison de Forest attestent de sa démence et de son incapacité à se déplacer. Les audiences suivantes du conseil de guerre se déroulent à la prison. Rexiste, Demets avait intégré très tôt la Sipo-SD de Bruxelles. Il fut à l'origine de dizaines de délation, en Belgique et en France, dont certains le payèrent de leur vie. A Geetbets, près de Tirlemont, il abat deux résistants. Les experts psychiatres concluent qu'il était sain d'esprit au moment de perpétrer ces crimes. Il est condamné à 15 années de réclusion.